# Vito De Taranto
Vito De Taranto (Tàrent (Pulla), 13 de setembre, 1913 – Roma (Laci), 2 d'octubre, 1991) va ser un actor i baix italià.

## Biografia
Ha protagonitzat diversos musicals basats en òperes famoses. No obstant això, és més recordat per interpretar el paper de professor. Pereghi, director de l'escola del mestre Mombelli, a la pel·lícula de 1963 Il maestro di Vigevano, dirigida per Elio Petri i protagonitzada per Alberto Sordi i Claire Bloom. La pel·lícula es basava en la novel·la homònima, Il maestro di Vigevano, de Lucio Mastronardi.

## Filmografia
- Il barbiere di Siviglia (1947)
- La forza del destino (1952)
- Cenerentola (1953)

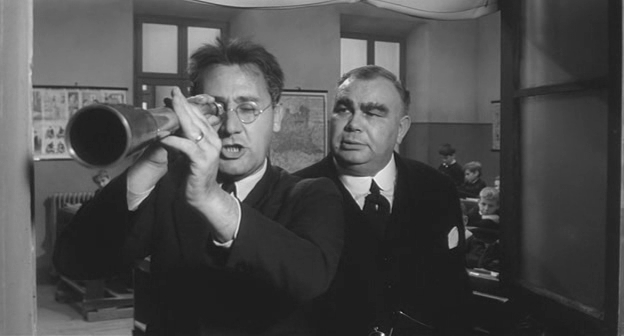
Vito De Taranto (a la dreta) en un fotograma del film El mestre de Vigevano, al costat d'Alberto Sordi

- Figaro, il barbiere di Siviglia (1955)
- Tosca (1956)
- Il maestro di Vigevano (1963)